# ジェイ・ハフ
ジェームズ・マシュー・ハフ（James Matthew Huff, 1997年8月25日 - ）は、アメリカ合衆国・ノースカロライナ州ダーラム出身のプロバスケットボール選手。NBAのメンフィス・グリズリーズに所属している。ポジションはセンター。

## 経歴

### ハイスクール
ハフはノースカロライナ州ダーラムにあるボイジャー・アカデミーで4年間バスケットボールをプレーし、父親のマイクから指導を受けた。2016年1月21日にシニアクラスで学校記録となる通算最多得点を記録し、チームをクラス1Aの州タイトルに導き、決勝では14得点、14リバウンド、10ブロックのトリプルダブルを達成するなど大会のMVPにも選ばれた。1試合平均では16.3得点、10.1リバウンド、5.5アシストでシーズンを終え、4つ星の新人生として評価されて、ハフはバージニア大学にコミットした。

### カレッジ
ハフは自身の体力と体重を改善するために1年目をレッドシャツとして迎え、新人シーズンが始まる前までに体重を約30ポンド (14 kg)増量させた。フレッシュマン（1年目）では、1試合平均3.4得点、1.9リバウンドの成績を残し、シーズン終了後の2018年4月4日に関節靱帯の手術を受けるため3~4ヶ月間欠場すると発表された。2年生では1試合平均9.3分の出場で4.4得点と2.1リバウンドを記録し、NCAAチャンピオンも経験した。3年生になると先発での出場が増え、2020年1月18日のジョージア工科大学戦では17得点と6ブロックを記録し63-58で勝利に貢献した。また、2月29日のデューク大学戦で15得点、10ブロック、9リバウンドを記録し、10ブロックという記録は同大学出身のラルフ・サンプソン以来となった。3年生の1試合平均は8.5得点、6.2リバウンド、2ブロックで、すべてキャリア最高の成績を残した。シーズン終了後、2020年のNBAドラフトにアーリーエントリーを表明したが、2020年8月1日に取りやめて大学に復帰した。
2020-21シーズン終了後、2021年のNBAドラフトに再びアーリーエントリーを発表した。

### ロサンゼルス・レイカーズ
2021年のNBAドラフトではどこからも指名されなかったが、2021年のNBAサマーリーグにワシントン・ウィザーズの選手として参加した。その後、9月21日にウィザーズとトレーニングキャンプ契約を交わしたが、10月13日に解雇された。
10月18日にロサンゼルス・レイカーズとのツーウェイ契約に合意した。
2022年1月12日にレイカーズから解雇された。

### サウスベイ・レイカーズ
2022年1月16日にNBAGリーグのサウスベイ・レイカーズに獲得された。

### レイカーズ復帰
2022年7月27日にレイカーズとのエグジビット10契約に合意した。

### ワシントン・ウィザーズ
2023年3月2日にワシントン・ウィザーズとのツーウェイ契約に合意した。このシーズン、NBAGリーグにおいてシーズン平均4.0ブロックを記録し、自身初となるブロック王と共にNBAGリーグ最優秀守備選手賞を受賞した。
7月3日にヒューストン・ロケッツの一員としてサマーリーグに参加した。

### デンバー・ナゲッツ
7月18日にデンバー・ナゲッツとのツーウェイ契約に合意した。

### メンフィス・グリズリーズ
2024年7月24日にメンフィス・グリズリーズとのツーウェイ契約に合意した。10月28日、グリズリーズと4年契約を結んだと発表された。

## 個人成績

### NBA

#### レギュラーシーズン
| シーズン | チーム | GP | GS | MPG  | FG%  | 3P%  | FT%   | RPG | APG | SPG | BPG | PPG |
| -------- | ------ | -- | -- | ---- | ---- | ---- | ----- | --- | --- | --- | --- | --- |
| 2021–22  | LAL    | 4  | 0  | 5.0  | .000 | .000 | ---   | 1.0 | .3  | .3  | .3  | .0  |
| 2022–23  | WAS    | 7  | 0  | 13.6 | .600 | .500 | .938  | 3.0 | 1.4 | .4  | .6  | 7.3 |
| 2023–24  | DEN    | 20 | 0  | 2.5  | .600 | .333 | 1.000 | .6  | .1  | .1  | .2  | 1.2 |
| 2024–25  | MEM    | 64 | 2  | 11.7 | .515 | .405 | .786  | 2.0 | .6  | .3  | .9  | 6.9 |
| 通算     | 通算   | 95 | 2  | 9.6  | .520 | .404 | .824  | 1.7 | .5  | .2  | .7  | 5.4 |

#### プレーオフ
| シーズン | チーム | GP | GS | MPG | FG%  | 3P%  | FT%   | RPG | APG | SPG | BPG | PPG |
| -------- | ------ | -- | -- | --- | ---- | ---- | ----- | --- | --- | --- | --- | --- |
| 2025     | MEM    | 2  | 0  | 9.0 | .500 | .000 | 1.000 | 1.5 | .5  | .0  | 1.5 | 4.0 |
| 通算     | 通算   | 2  | 0  | 9.0 | .500 | .000 | 1.000 | 1.5 | .5  | .0  | 1.5 | 4.0 |

### カレッジ
| シーズン | チーム     | GP           | GS           | MPG          | FG%          | 3P%          | FT%          | RPG          | APG          | SPG          | BPG          | PPG          |
| -------- | ---------- | ------------ | ------------ | ------------ | ------------ | ------------ | ------------ | ------------ | ------------ | ------------ | ------------ | ------------ |
| 2016–17  | バージニア | レッドシャツ | レッドシャツ | レッドシャツ | レッドシャツ | レッドシャツ | レッドシャツ | レッドシャツ | レッドシャツ | レッドシャツ | レッドシャツ | レッドシャツ |
| 2017–18  | バージニア | 12           | 0            | 8.8          | .680         | .286         | .625         | 1.9          | .3           | .1           | 1.2          | 3.4          |
| 2018–19  | バージニア | 34           | 0            | 9.3          | .604         | .452         | .667         | 2.1          | .2           | .2           | .7           | 4.4          |
| 2019–20  | バージニア | 30           | 18           | 25.0         | .571         | .358         | .540         | 6.2          | .8           | .4           | 2.0          | 8.5          |
| 2020–21  | バージニア | 25           | 25           | 27.0         | .585         | .387         | .837         | 7.1          | 1.0          | .5           | 2.6          | 13.0         |
| 通算     | 通算       | 101          | 43           | 18.3         | .588         | .386         | .679         | 4.5          | .6           | .3           | 1.6          | 7.6          |